# Staffan Olsson
Staffan Olsson (* 26. März 1964 in Uppsala) ist ein ehemaliger schwedischer Handballspieler, der zu den erfolgreichsten in seinem Land gehörte. Seit August 2022 ist er Handball-Nationaltrainer der Niederlande.

## Karriere
Staffan begann seine Karriere mit zehn Jahren bei Skånela IF und wechselte im Alter von 14 Jahren zum HK Cliff. Später spielte er bei TV Hüttenberg, TV Niederwürzbach, THW Kiel und Hammarby IF HF. Für die schwedische Nationalmannschaft kam er 358-mal zum Einsatz. Beim THW Kiel bildete er mit seinem schwedischen Kollegen Magnus Wislander eine schwedische Achse. Seine wohl bekannteste Aktion war das Ausgleichstor bei der EM 2002 in den Schlusssekunden des Finales gegen Deutschland. Schweden gewann das Spiel in der Verlängerung.
Olsson zeigte vor allem als Abwehrspieler und beim Passen gute Leistungen. Auch fiel er durch seine lange Haarpracht auf.

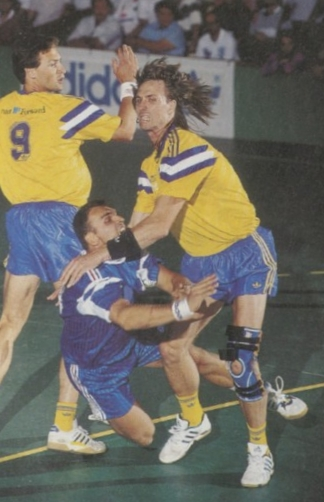
Staffan Olsson (re.) gegen den Franzosen Philippe Gardent bei einem Länderspiel 1992.

Nach dem Ende seiner aktiven Laufbahn wurde Olsson Trainer. Bis zum Sommer 2011 war er als Cheftrainer bei Hammarby IF HF tätig, mit dem er dreimal schwedischer Meister wurde. Ab 2008 trainierte er gemeinsam mit Ola Lindgren die schwedische Nationalmannschaft. Im September 2015 übernahm er zusätzlich die Position als Co-Trainer bei Paris Saint-Germain. Nach den Olympischen Spielen 2016 beendete er seine Tätigkeit als schwedischer Nationaltrainer. 2018 verließ er Paris Saint-Germain. Von September 2019 bis Januar 2020 war er als Leistungssportdirektor der Nationalmannschaft der Vereinigten Staaten tätig. Seit August 2022 ist er Handball-Nationaltrainer der Niederlande.

## Privat
Er ist mit Marie verheiratet, mit der er zwei Kinder hat. Sein Sohn Henrik spielt ebenfalls Handball.

## Erfolge

### Als Spieler
- Deutscher Meister 1998, 1999, 2000 und 2002 (mit dem THW Kiel)
- Vizemeister 1993 und 1995 (mit Niederwürzbach)
- Deutscher Pokalsieger 1998, 1999 und 2000 (mit dem THW Kiel)
- EHF-Pokalsieger 1998 und 2002 (mit dem THW Kiel)
- Champions-League-Finalist 2000 (mit dem THW Kiel)
- Supercup-Sieger 1998 (mit dem THW Kiel)
- City-Cup-Sieger 1995 (mit Niederwürzbach)
- Weltmeister 1990 und 1999, 2. Platz WM 1997, 3. Platz WM 1993 und 1995
- Europameister 1994, 1998, 2000 und 2002, 4. Platz EM 1996
- Silber-Medaille Olympia 1992, 1996 und 2000
- Ins All-Star-Team der WM 1997 und WM 1999 gewählt
- Ins Liga-Allstar-Team 1999/2000, 2000/2001 und 2001/2002 gewählt

### Als Trainer
- Schwedischer Meister 2006, 2007 und 2008 mit Hammarby IF
- Silbermedaille bei den Olympischen Spielen 2012

## Bundesligabilanz
| Saison    | Verein            | Spielklasse | Spiele | Tore | 7-Meter | Feldtore |
| --------- | ----------------- | ----------- | ------ | ---- | ------- | -------- |
| 1992–96   | TV Niederwürzbach | Bundesliga  | 123    | 406  | 17      | 389      |
| 1996/97   | THW Kiel          | Bundesliga  | 29     | 88   | 15      | 73       |
| 1997/98   | THW Kiel          | Bundesliga  | 25     | 89   | 5       | 84       |
| 1998/99   | THW Kiel          | Bundesliga  | 30     | 88   | 0       | 88       |
| 1999/2000 | THW Kiel          | Bundesliga  | 34     | 129  | 0       | 129      |
| 2000/01   | THW Kiel          | Bundesliga  | 38     | 86   | 0       | 86       |
| 2001/02   | THW Kiel          | Bundesliga  | 34     | 83   | 0       | 83       |
| 2002/03   | THW Kiel          | Bundesliga  | 29     | 50   | 0       | 50       |
| 1992–2003 | gesamt            | Bundesliga  | 342    | 1019 | 37      | 982      |